# Centre national d'équipement de production d'électricité

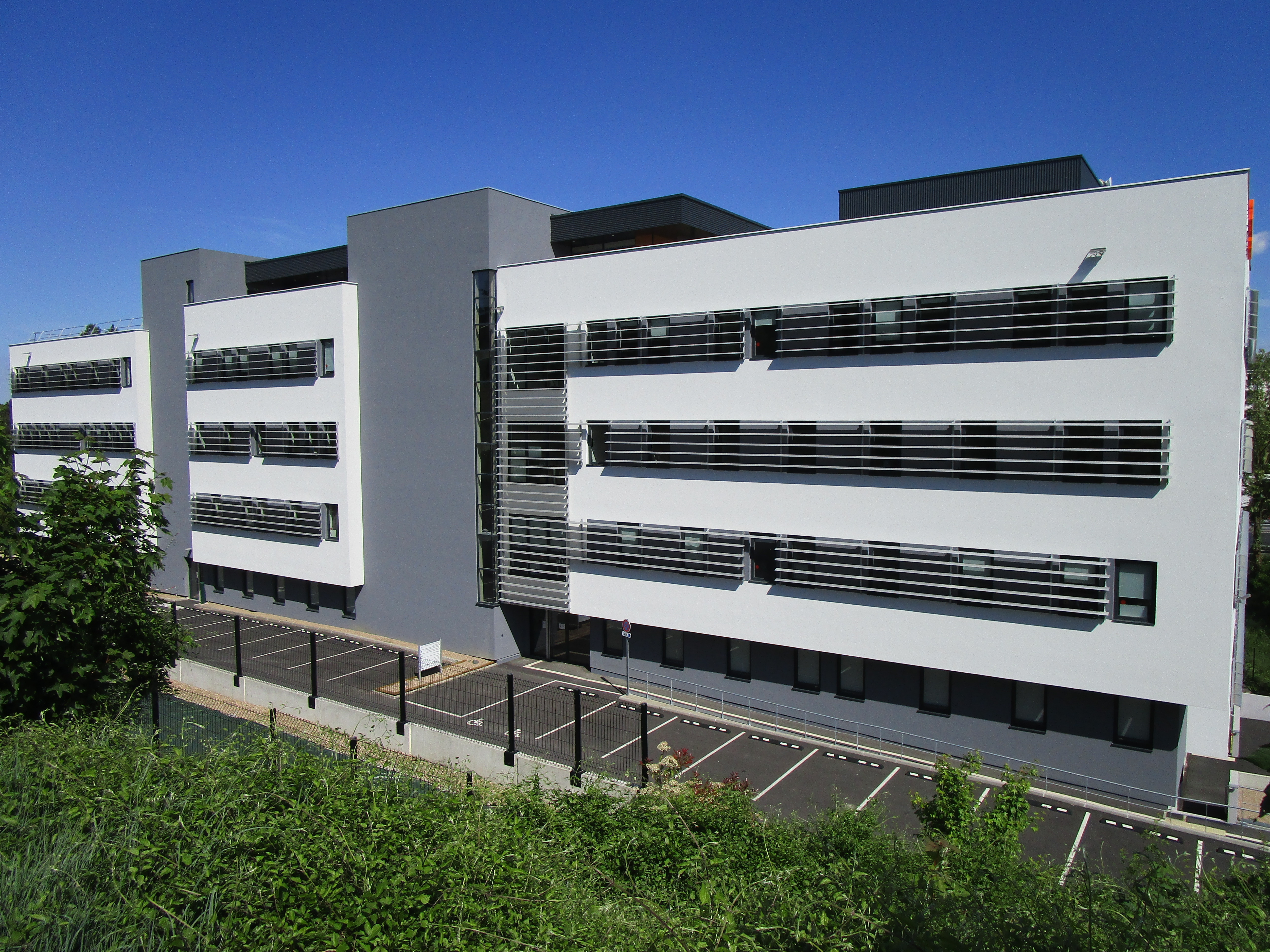
Bâtiment d'EDF à Montjoyeux.

Le Centre national d'équipement de production d'électricité  (CNEPE) est un centre d’ingénierie d'EDF créé le 8 septembre 1963 à Tours. 

## Périmètre d'activités
Au sein de la DISC, le CNEPE est chargé de la conception et de la construction de nouvelles centrales nucléaires, ainsi que de la maintenance des centrales nucléaires existantes hors réacteurs nucléaires.

## Implantation géographique
Le CNEPE occupe près de 23 000 mètres carrés de bureau dans plusieurs bâtiments du quartier Montjoyeux (Tours). Ils sont situés en bordure de l'autoroute A10 et avenue de Gouin.
En 2014, la direction commerciale régionale d'EDF quitte Montjoyeux pour rejoindre un nouveau complexe dans le quartier des Deux-Lions, laissant des locaux vides pour le centre de maintenance en pleine extension. Le CNEPE est en effet passé de 500 à mille salariés en l'espace d'une dizaine d'années, afin de faire face aux besoins de maintenance du parc nucléaire vieillissant, comme la réalisation du « grand carénage ». Le complexe de Montjoyeux comprend même un nouveau bâtiment d'EDF inauguré en 2016 pour 200 salariés.